# 湖山寺
23°42′28″N 120°36′28″E / 23.707766°N 120.607727°E
湖山寺，又稱湖山岩，是位於臺灣雲林縣斗六市的觀音寺。

## 歷史
朱一貴事件，斗六、梅林及附近一帶的人民來此地避難。後來湖山一帶的墾首內林庄林克明於雍正三年（1725年） 同柴裡社業戶大茄臘等，為感觀音保佑而興建此巖 。乾隆六年（1741年），林佛騰捐資修繕。
嘉慶十三年（1808年）寺碑勒石，述其沿革，並收錄於《南碑集成》。

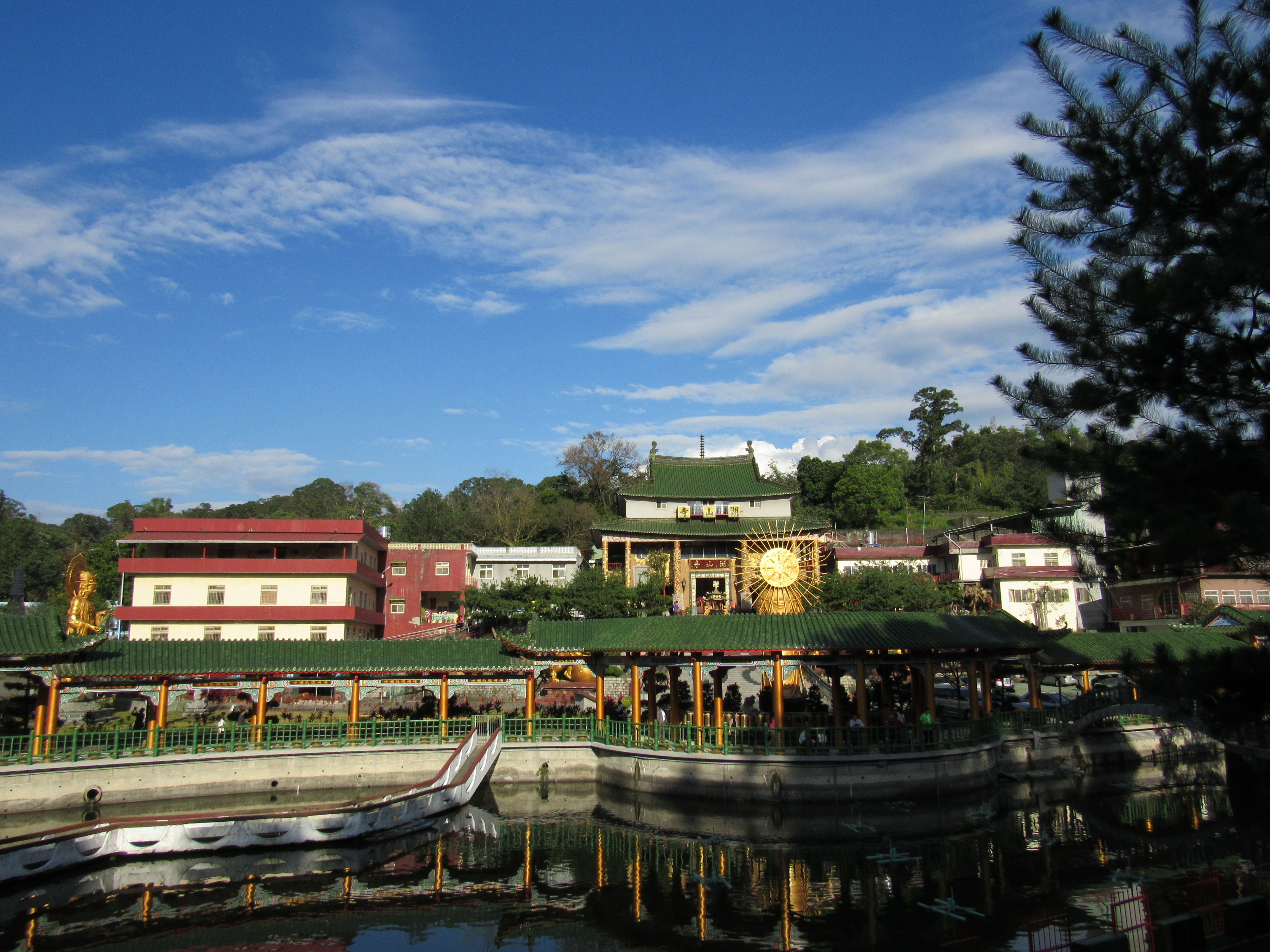
水池前的湖山寺

道光二十七年（1847年），林造吉斡旋改築。同治十三年（1874年） 海豐崙的林金波、林合義兄弟發起改築。1939年改造為日本式。1948年地方人士組織修建委員會，由內林庄的林德聖任會長重新擴建。明戒與明一法師晉山主持此寺後，將此座原為五十三庄的公廟，始建為十方叢林。當時林德聖、林文道、林文秀三位士紳捐贈山林。寺方開闢環湖沿山的柏油路，興建六丈餘宮殿式大雄寶殿，雕刻大佛，並迎奉一尊泰國玉佛，增建禪房、講堂、客廳、齋堂等，直到至1969年完工。嗣後，於1983年開始配合斗六市開發湖山岩觀光。進行佛教公園計劃，於1993年完工。
2009年3月26日，該寺重建第一代住持明戒長老尼圓寂。
附近本有環球科技大學的湖山校區，已搬遷至嘉東校區。

## 建築

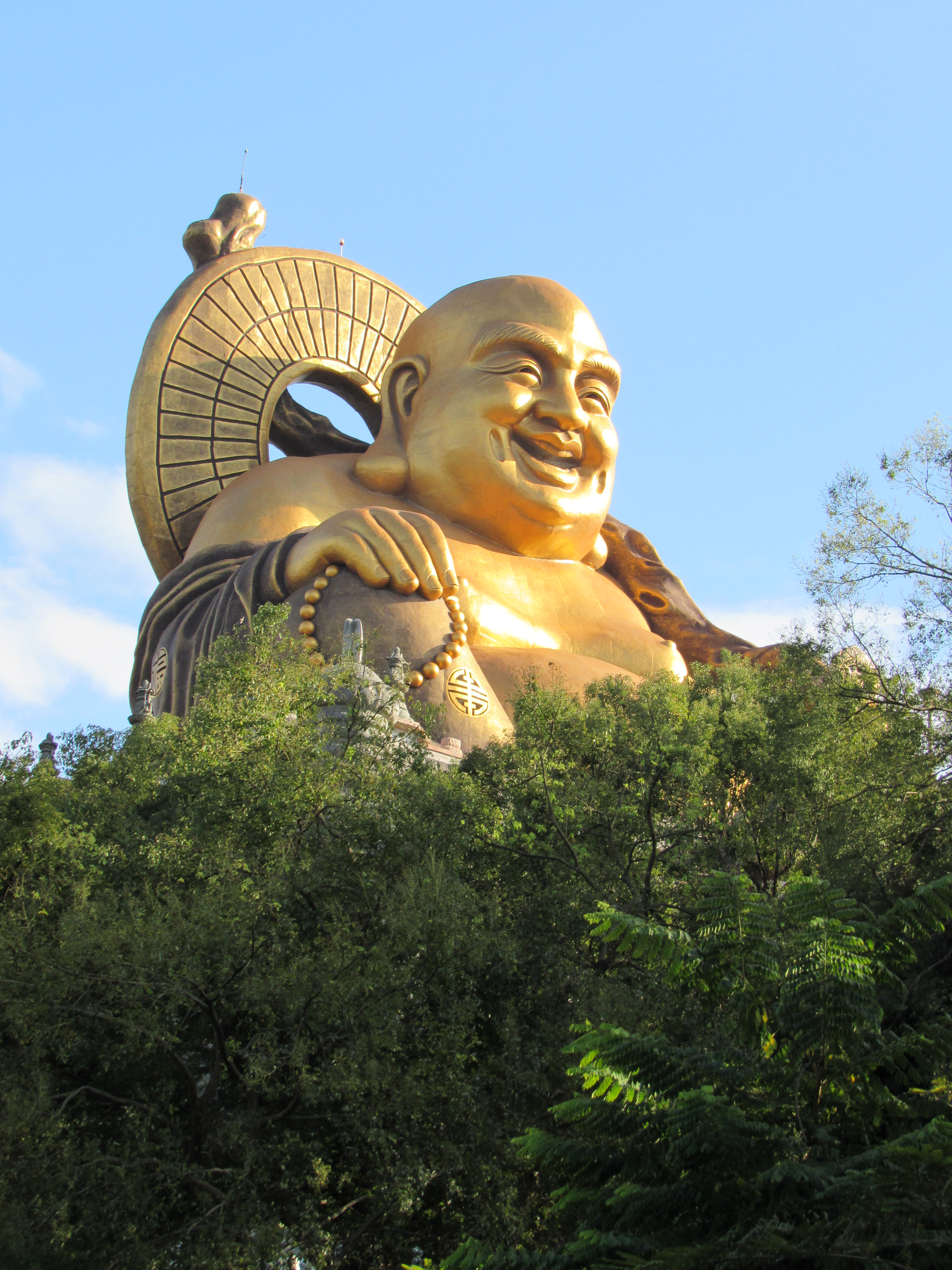
湖山寺的彌勒佛

於台灣清治時期與台灣日治時期皆有大規模興修，分別由磚造屋瓦改為日式建築。1959年重建後，採用中國華北式建築為主要風格，又融合泰國佛寺，一樓正殿為圓通寶殿，供奉著觀音菩薩、韋陀與伽藍護法以及十八羅漢等神祇，二樓的大雄寶殿供奉泰國玉佛。其對山闢有一景觀公園，規劃為佛教藝術園區。
在牌樓對面的小山上，有一座高十餘層樓的銅鑄金色彌勒佛，施工近二十年。